# Optymistyka
"Optymistyka" – czwarty album zespołu Akurat, wydany 7 listopada 2008.

## Lista utworów
1. "Żółty wróbel" - 4:15
2. "Deszcz, łzy i owoce" - 4:00
3. "Krążenie" - 4:15
4. "Zgaś moje oczy..." - 5:28
5. "Piewcy" - 3:31
6. "Zapamiętanka" - 3:21
7. "Pani Mariola" - 3:39
8. "Język ciała" - 3:09
9. "Kontroler" - 3:27
10. "W dół zasłonę" - 2:27
11. "Komunikat" - 3:44
12. "Zeszyt sprzed lat" - 5:18
13. "Lou" - 3:58